# Kościół św. Józefa Oblubieńca Najświętszej Marii Panny w Międzyrzecu Podlaskim
Kościół św. Józefa Oblubieńca Najświętszej Marii Panny – kościół parafialny w Międzyrzecu Podlaskim należący do dekanatu międzyrzeckiego.

## Historia
Na miejscu obecnego kościoła św. Józefa w 1564 roku została wzniesiona z fundacji Zofii i Jana Daniłowiczów cerkiew prawosławna, która być może stanęła na miejscu starszej świątyni. 
Obecnie istniejący budynek powstał w latach 1782-84 w stylu barokowym z funduszy Augusta Czartoryskiego jako cerkiew unicka pod wezwaniem św. Mikołaja. W 1845, po pożarze, miał miejsce remont obiektu, po którym wstawiono do niego organy.
W 1875, wskutek likwidacji unickiej diecezji chełmskiej, obiekt przeszedł w ręce nowo erygowanej parafii prawosławnej. W 1899 wzniesiono przy nim bramę-dzwonnicę, zaś w 1912 wyremontowano. Kościół łaciński przejął cerkiew św. Mikołaja po odzyskaniu przez Polskę niepodległości; w 1921 świątynia należała już do parafii katolickiej i nosiła wezwanie św. Józefa, zaś w 1923 została rozbudowana.

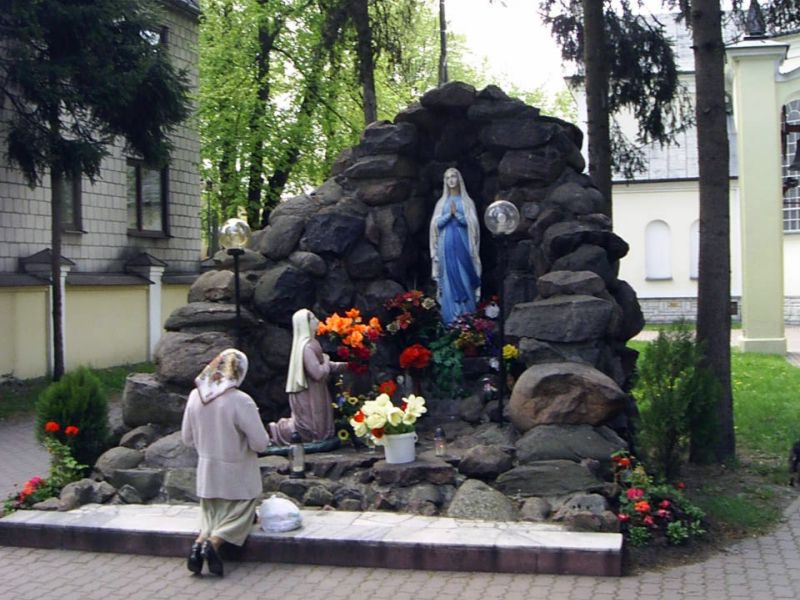
Kaplica przy kościele św. Józefa
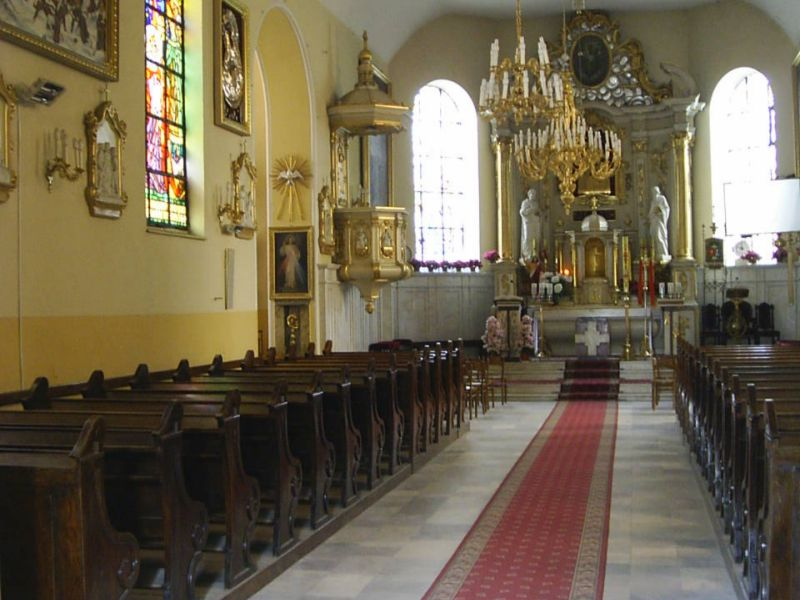
Wnętrze kościoła